# إيسن، بلجيكا
إيسن (تنطق بالهولندية: [ˈɛsə(n)]) هي بلدية في بلجيكا بمقاطعة أنتفيرب.

## توأمة
لإيسن، بلجيكا اتفاقيات توأمة مع:
- Essen (Oldenburg) [الإنجليزية]‏ منذ (1968 - )

## أعلام
- ودو لوس